# O'Brien (Teksas)
O'Brien je grad u američkoj saveznoj državi Teksas. Prema popisu stanovništva iz 2010. u njemu je živjelo 106 stanovnika.